# 18295 Borispetrov
18295 Borispetrov (1978 TT7) là một tiểu hành tinh vành đai chính được phát hiện ngày 2 tháng 10 năm 1978, bởi L. V. Zhuravleva ở Đài vật lý thiên văn Crimean.